# Vladimir Michajlovič Bechterev
(Friedrich Wilhelm Theodor Kopsch)
Vladimir Michajlovič Bechterev, spesso scritto anche Bechterew secondo la traslitterazione tedesca (in russo Владимир Михайлович Бехтерев?; Sarali, 20 gennaio 1857 – Mosca, 24 dicembre 1927), è stato un neurologo, neurofisiologo psichiatra russo, noto per avere studiato la struttura del cervello, i riflessi condizionati e per la sua descrizione del 1892 della rigidità della colonna vertebrale, chiamata in suo onore malattia di Bechterew, e della sua curvatura come una forma speciale di malattia.
Mentre il suo illustre compatriota Ivan Pavlov si limitò a sperimentare il condizionamento sull'attività ghiandolare dell'apparato digerente, Bechterev estese le stesse ricerche all'attività muscolare e, in polemica con Pavlov, diede una sua interpretazione sul ruolo dei centri cerebrali superiori nel processo di condizionamento.

## Biografia
Vladimir Bechterev nacque a Sorali, un villaggio nel governatorato di Vjatka dell'Impero russo tra il fiume Volga e i monti Urali. Il padre di V. M. Bechterev – Mikhail Pavlovich – era un ufficiale di polizia distrettuale; sua madre, Maria Michajlovna, fu educata in un collegio che forniva anche lezioni di musica e di lingua francese. Oltre a Vladimir avevano altri due figli in famiglia: Nikolai e Aleksandr, più grandi di lui rispettivamente di 6 e 3 anni. Nel 1864 la famiglia si trasferì a Vjatka, e nel giro di un anno il capofamiglia morì di tubercolosi quando Bechterev era ancora molto giovane. Anche se la sua infanzia non fu semplice, Bechterev ebbe l'opportunità di frequentare il ginnasio Vyatka nel 1867, una delle scuole più antiche della Russia, così come l'Accademia Medica Militare di San Pietroburgo nel 1873. Successivamente studiò all'Accademia Medicochirurgica di San Pietroburgo dove lavorò sotto la guida del professor Jan Lucjan Mierzejewski. Fu qui che si accese per la prima volta l'interesse di Bechterev per le discipline della neuropatologia e della psichiatria.

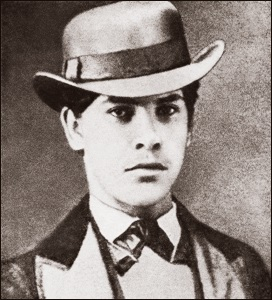
Bechterev nel 1873, all'età di 16 anni

La Russia entrò in guerra con l'Impero Ottomano nel 1877. Bechterev si prese una pausa dai suoi studi per aiutare lo sforzo bellico offrendosi volontario con un distaccamento di ambulanze. Dopo la guerra, tornò a scuola lavorando contemporaneamente come medico junior nella clinica di malattie mentali e nervose presso gli Istituti di Miglioramento Medico. Qui iniziò a svolgere il suo lavoro sperimentale. Nel 1878, Bechterev si laureò all'Accademia di Medicina e Chirurgia di San Pietroburgo con una laurea simile a quella in medicina. Poi lavorò presso la Clinica Psichiatrica di San Pietroburgo, dove fu ispirato a iniziare a studiare l'anatomia e la fisiologia del cervello, l'area in cui avrebbe dato in seguito alcuni dei suoi contributi più notevoli. Fu anche durante questo periodo che Bechterev sposò Natalya Bazilevskaya.
Nel 1880, Bechterev iniziò a pubblicare le sue ricerche. Uno dei suoi primi lavori descriveva le questioni sociali russe, occupandosi anche le caratteristiche individuali dei Votyak (Udmurti), un popolo ugro-finnico sotto il dominio russo che viveva nella Repubblica Udmurta tra i fiumi Vyatka e Kama. Poi, il 4 aprile 1881, Bechterev discusse la sua tesi di dottorato, "Studi clinici della temperatura in alcune forme di disturbi mentali", ottenendo il dottorato dall'Accademia Medicochirurgica di San Pietroburgo. Questo dottorato permise a Bechterev di diventare un "docente privato" o professore associato, dove tenne lezioni sulla diagnostica delle malattie nervose.
Dopo essersi laureato in medicina a San Pietroburgo, aveva completato la sua formazione specialistica nel corso di un lungo soggiorno all'estero frequentando, fra l'altro, le scuole di Jean-Martin Charcot a Parigi e di Wilhelm Wundt a Lipsia.
Tornato in patria, fu professore e poi direttore dell'Accademia medica militare di San Pietroburgo (1893-1906) e nel 1907 fondò nella stessa città l'Istituto psiconeurofisiologico che portò a fama internazionale.
Fu ricercatore di vasti interessi e nella sua ricca produzione scientifica (oltre 500 pubblicazioni) fa spicco l'opera sui riflessi, Psicologia obiettiva (1910), che in una successiva edizione egli intitolò Riflessologia.
Gli altri libri più importanti sono  "La suggestione ed il suo ruolo nella vita sociale" (1899), "La coscienza e i suoi confini" (1888), "Reflessologia collettiva" (1921) e "Principi Generali di Reflessologia Umana" (1926). Un'Autobiografia fu pubblicata nel 1928, dopo la sua morte.  Fondò importanti riviste scientifiche: gli “Archivi di Psichiatria, Neurologia e Psicologia sperimentale” (1896) e il  “Bollettino di psicologia, antropologia criminale e ipnotismo” (1904).
“La suggestione ed il suo ruolo nella vita sociale”  è il libro che segna il punto di svolta tra il diciannovesimo e il ventesimo secolo. Sul tema delle cosiddette epidemie psichiche (folie à deux, folie à millions…), l'Autore cita Calmeil, Landel, Laségue, Falret, Legrand de Saule, Regnard, Baillarger, Moreau de Tours e Morel. Anche Gustave Le Bon e Gabriel Tarde sono menzionati sulla psicologia delle folle. Egli sottolinea la differenza tra suggestione e ipnosi.
Bechterev fu interessato ai fenomeni di suggestione e sviluppò delle ricerche sperimentali sul comportamento indotto a distanza sui cani (José Manuel Jara, 2013).

## Carriera
Nel corso della sua carriera, Bechterev condusse una grande quantità di ricerche che contribuirono notevolmente all'attuale comprensione del cervello. Questa ricerca è stata descritta in opere come The Conduction Paths in the Brain and Spinal Cord, scritto nel 1882, seguito da una seconda edizione scritta nel 1896. Nel 1884 pubblicò 58 lavori scientifici sulle funzioni del cervello. La sua vasta ricerca ha portato a una borsa di studio di viaggio di 18 mesi assegnata per studiare e condurre ricerche sia in Germania che a Parigi. In questo viaggio lavorò con una varietà di importanti collaboratori nel campo della scienza come Wilhelm Wundt (1832-1920), Paul Emil Flechsig (1847-1929), Theodor Meynert (1833-1892), Karl Friedrich Otto Westphal (1833-1890), Emil du Bois-Reymond (1818-1896) e Jean Martin Charcot (1825-1893). La borsa di studio di Bechterev durò fino al settembre 1885, dopodiché tornò in Russia e lavorò come capo del Dipartimento di Psichiatria dell'Università di Kazan fino al 1893. 
Durante la sua permanenza all'Università di Kazan, Bechterev ha dato alcuni dei suoi più grandi contributi alla scienza neurologica. Nel 1886 fondò il primo laboratorio di psicologia sperimentale in Russia per studiare il sistema nervoso e le strutture del cervello. Come risultato della sua ricerca, Bechterev credeva che ci fossero zone all'interno del cervello e che ognuna di queste zone avesse una funzione specifica. Inoltre, poiché i disturbi nervosi e i disturbi mentali di solito si verificano in concomitanza tra loro, credeva che non ci fosse una distinzione definita tra questi disturbi. Durante la ricerca presso l'Università di Kazan, Bechterev identificò anche la spondilite anchilosante o La malattia di Bechterev (più frequentemente scritta in inglese come malattia di Bechterew, seguendo il sistema di traslitterazione tedesco per i nomi russi), un'artrite degenerativa della colonna vertebrale. Come risultato delle sue ricerche pionieristiche, nel 1891, Bechterev ottenne il permesso dal governo di Kazan di aprire e diventare presidente della Società di Scienze Neurologiche. 
Nel 1893, Bechterev lasciò l'Università di Kazan per tornare all'Accademia Medica Militare di San Pietroburgo per diventare capo del Dipartimento di Malattie Nervose e Mentali, dove lavorò con Alexandre Dogiel. Qui ha continuato il suo contributo alla ricerca neurologica organizzando la prima sala operatoria neurochirurgica russa specializzata in neurochirurgia. Anche se Bechterev non eseguì mai alcun intervento chirurgico, fu molto coinvolto nella diagnostica delle malattie neurologiche, guadagnandosi infine il titolo di Cancelliere dello Stato nel 1894. 

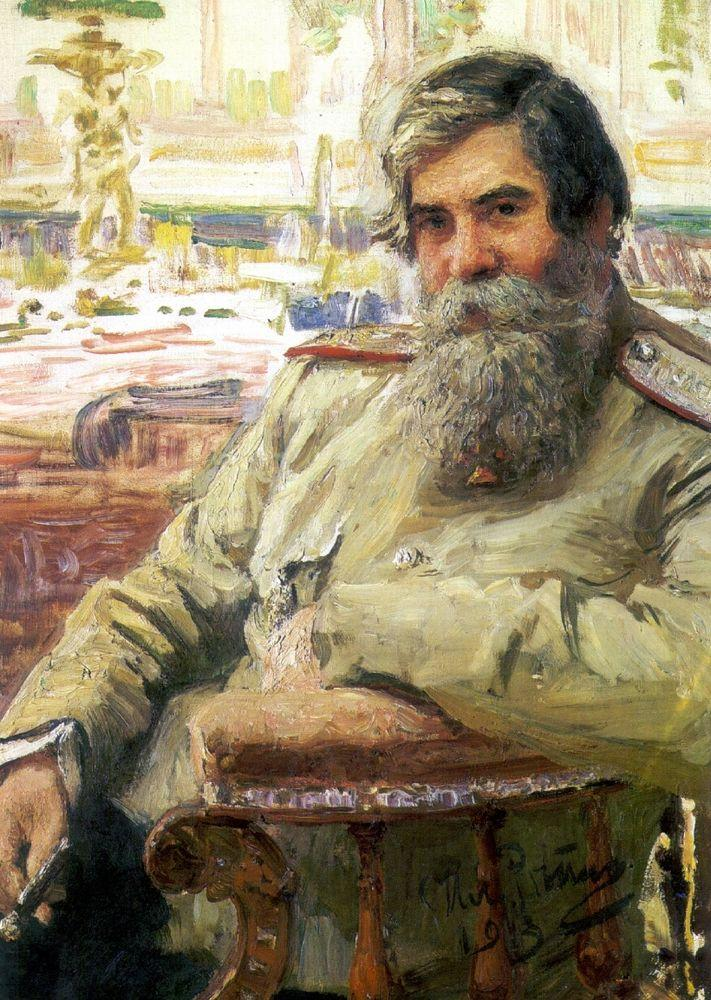
Ritratto di Bechterev ad opera di Il'ja Repin

Tra il 1894 e il 1905 Bechterev fu molto impegnato nelle sue ricerche. Completò tra i 14 e i 24 lavori scientifici all'anno e fondò il Nevrologičeskij Vestnik (Bollettino di neurologia) nel 1893, la prima rivista russa sulle malattie nervose.  Alla fine, il suo lavoro gli valse il Premio Baire, assegnato nel dicembre 1900, per i due volumi del suo scritto "Percorsi del cervello e del midollo osseo" in cui annotava il ruolo che l'ippocampo gioca nella memoria. Altri scritti di Bechterev includono "Mente e vita", un libro scritto nel 1902, che conteneva diversi volumi tra cui "Fondamenti per la teoria delle funzioni cerebrali" scritto nel 1903. "Fondamenti per la teoria delle funzioni cerebrali" descriveva le opinioni di Bechterev sulle funzioni delle parti del cervello e del sistema nervoso. Ha anche suggerito la Teoria dell'Inibizione Energetica che descrive le risposte automatiche (riflessi). Questa teoria afferma che c'è un'energia attiva nel cervello che si muove verso un centro, e quando ciò accade, le altre parti del cervello vengono lasciate in uno stato inibito.  Ha pubblicato circa 600 articoli scientifici. Le opere più importanti sono "La suggestione e il suo ruolo nella vita sociale" (1899), "La coscienza e i suoi confini" (1888), "Psiche e vita" (1902), "Psicologia oggettiva" (1907), "Materia e compiti della psicologia sociale come scienza oggettiva" (1911), "Riflessologia collettiva" (1921) e "Principi generali della riflessologia umana" (1926). Un'autobiografia fu pubblicata nel 1928, dopo la sua morte. Fondò altre riviste scientifiche: gli "Archivi di psichiatria, neurologia e psicologia sperimentale" (1896) e il "Bollettino di psicologia, antropologia criminale e ipnotismo" (1904).  "La suggestione e il suo ruolo nella vita sociale" è un libro del suo tempo, a cavallo tra il XIX e il XX secolo. Sulla questione della cosiddetta epidemia psichica (folie à deux, folie à millions...), l'autore cita Calmeil, Landel, Laségue, Falret, Legrand de Saule, Regnard, Baillarger, Moreau de Tours e Morel. Gustave Le Bon e Gabriel Tarde sono anche citati sulla psicologia delle folle. Sottolinea la differenza tra suggestione e ipnosi Bechterev era interessato ai fenomeni di suggestione mentale diretta e fece esperimenti per influenzare il comportamento dei cani a distanza (José Manuel Jara, 2013).  La ricerca di Bechterev sulle risposte associate sarebbe diventata altamente connessa con l'importante area della psicologia chiamata comportamentismo. 

## Rivalità con Ivan Pavlov
Sia Ivan Pavlov che Bechterev svilupparono indipendentemente una teoria dei riflessi condizionati che descrive le risposte automatiche all'ambiente. Quello che è stato chiamato "riflesso di associazione" da Bechterev è chiamato "riflesso condizionato" da Pavlov, sebbene le due teorie siano essenzialmente le stesse. Poiché John Watson scoprì la ricerca sulla salivazione completata da Pavlov, questa ricerca fu incorporata nella famosa teoria del comportamentismo di Watson, rendendo Pavlov un nome familiare. Mentre Watson usò la ricerca di Pavlov per sostenere le sue affermazioni comportamentiste, un esame più attento mostra che in realtà gli insegnamenti di Watson sono meglio supportati dalla ricerca di Bechterev.

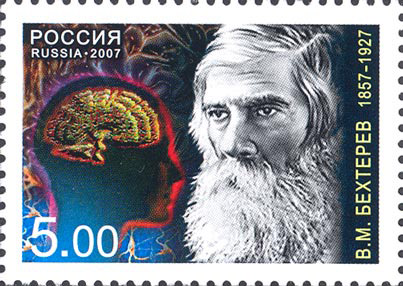
Francobollo russo in onore di Bechterev stampato nel 2007

Bechterev conosceva l'opera di Pavlov e ricevette diverse critiche. Secondo Bechterev, uno dei principali difetti di ricerca di Pavlov includeva l'uso di un metodo della saliva. Trovò da ridire su questo metodo perché non poteva essere facilmente utilizzato sugli esseri umani. Al contrario, il metodo di Bechterev di studiare questo riflesso di associazione (condizionato) utilizzando una lieve stimolazione elettrica per esaminare i riflessi motori è stato in grado di dimostrare l'esistenza di questo riflesso negli esseri umani. Bechterev ha anche messo in discussione l'uso dell'acido per incoraggiare la saliva dagli animali. Sentiva che questa pratica poteva contaminare i risultati dell'esperimento. Infine, Bechterev criticò il metodo di Pavlov affermando che il riflesso secretorio è irrilevante e inaffidabile. Se l'animale non ha fame, il cibo potrebbe non suscitare la risposta desiderata, fungendo da prova dell'inaffidabilità del metodo. Pavlov, tuttavia, non era privo di critiche nei confronti di Bechterev, affermando che il laboratorio di Bechterev era scarsamente controllato.

## La morte

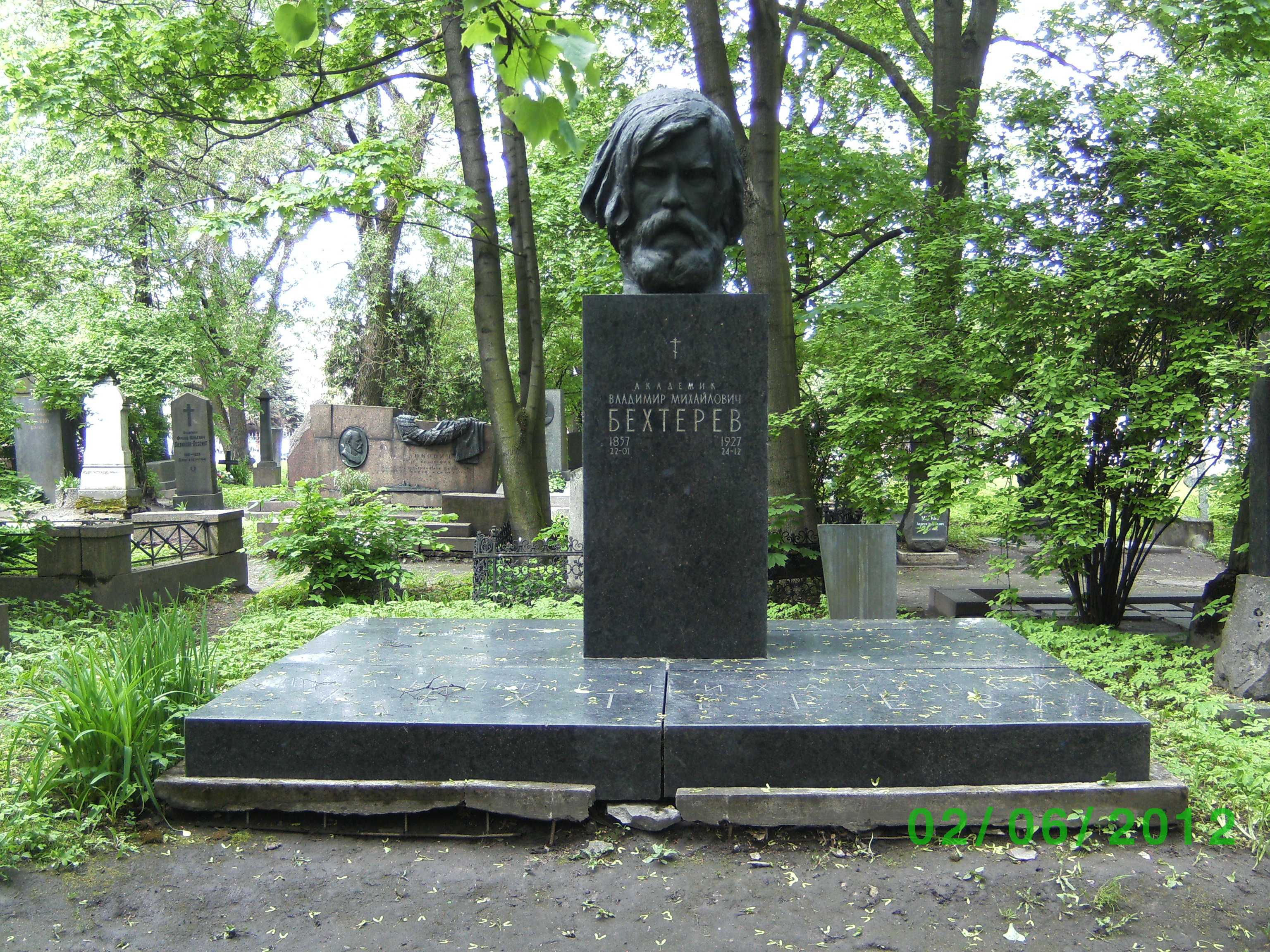
La tomba di Bechterev a San Pietroburgo

La morte di Bechterev è avvolta nel mistero. È noto che Bechterev morì nel 1927, ma esistono controversie che riguardano la sua morte. Bechterev era stato promotore del Primo Congresso Panrusso di Neurologi e Psichiatri, tenutosi a Mosca nel dicembre 1927 e fu nominato presidente onorario di questo Congresso. Il 23 dicembre 1927, dopo aver tenuto una conferenza sulla Neurologia infantile al Congresso, Bechterev si recò al Cremlino per visitare Iosif Stalin. Circa 3 ore dopo tornò al Congresso per un incontro e disse ad alcuni colleghi: "Ho appena visitato un paranoico con una mano piccola e asciutta". Il giorno seguente, Bechterev morì improvvisamente; si suppone che sia stato avvelenato da Stalin, come vendetta per la diagnosi. Inoltre, dopo la sua morte, Stalin rimosse il nome di Bechterev e tutte le sue opere dai libri di testo sovietici.